# Aki Riihilahti
Aki Riihilahti (né le 9 septembre 1976 à Helsinki en Finlande) est un joueur de football finlandais. Il évoluait au poste de milieu défensif.

## Biographie
Il a commencé sa carrière au HJK Helsinki où il a fait ses débuts en 1995 dans la première ligue finlandaise. Il a gagné avec eux le championnat de Finlande et, à deux reprises, la coupe de Finlande et il a gagné de l'expérience dans la Coupe UEFA lors de la saison 1998-99.
En 1999, Riihilahti s'est déplacé en Norvège pour jouer au Vålerenga IF, qu'il quitte en 2001 pour rejoindre Crystal Palace dans la seconde division anglaise, par la suite il est devenu une grande star du club.
En 2004-05, il réussit à faire monter Crystal Palace en Premiership où il a montré qu'il s'est facilement habitué au jeu de l'une des meilleures ligues d'Europe. Aki était ainsi aimé par les supporters, Crystal Palace a mis un drapeau finlandais écrit Aki 15 derrière un des buts de Selhurst Park pour toute la saison 2005. Cependant, malgré tous les efforts de Aki, Crystal Palace est relégué en seconde division anglaise.
À la fin de son contrat avec Crystal Palace, lors de l'été 2006, il a été recruté par le 1.FC Kaiserslautern en Bundesliga 2 pour une saison.
En 2007, il signe deux ans et demi avec le Djurgårdens IF en première division suédoise.
En 2009, il retrouve son club formateur du HJK Helsinki après près d'une année sans jouer un match officiel au Djurgårdens IF. Il y décroche trois titres de champion en 2009, 2010 et 2011, avant de raccrocher les crampons.

## Carrière internationale
Riihilahti a commencé sa carrière internationale le 5 février 1998 contre Chypre. Il a été un titulaire régulier dans l'Équipe de Finlande de football pour la majeure partie en 2000. Il est surtout remplaçant car il y a beaucoup de concurrence avec Jari Litmanen, Teemu Tainio, Joonas Kolkka, etc.
Il n'est plus réapparu en sélection depuis 2007.

## Anecdotes
Riihilahti est également connu pour ses articles dans les journaux, tels que The Times et Iltalehti (journal finlandais). Il a écrit également des articles sur son site web.

## Palmarès
HJK Helsinki
- Championnat de Finlande
  - Champion (4) : 1997, 2009, 2010, 2011
- Coupe de Finlande
  - Vainqueur (3) : 1996, 1998, 2011
- Coupe de la Ligue de Finlande
  - Vainqueur (3) : 1996, 1997, 1998